# Lucjan Kwaśny
Lucjan Kwaśny (ur. 26 maja 1950 w Zabrzu, zm. 1985) – polski piłkarz, występujący na pozycji pomocnika. Dwukrotny zdobywca Mistrzostwa Polski w 1971 i 1972 roku, oraz Pucharu Polski w 1972 roku, jako piłkarz Górnika Zabrze. W barwach seniorskiej drużyny Górnika rozegrał 104 spotkania w których zdobył 3 bramki.

## Życiorys
Lucjan Kwaśny urodził się 26 maja 1950 roku w Zabrzu. Za młodu trenował on lekkoatletykę, konkretnie skok wzwyż.
W wieku 17 lat zaczął trenować w młodzieżowej drużynie Górnika Zabrze. W Ekstraklasie zadebiutował 16 maja 1971 roku w wygranym 5:0 meczu z Zagłębiem Sosnowiec.
Podczas debiutanckiego sezonu, rozegrał w barwach Górnika siedem spotkań, a jego klub sięgnął po Mistrzostwo Polski. Rok później drużyna z Zabrza obroniła tytuł, dokładając do tego Puchar Polski. Kwaśny pierwszą bramkę zdobył jednak dopiero w sezonie 1972/1973. W koszulce macierzystego klubu zagrał również cztery mecze w europejskich pucharach, zdobywając w nich dwa gole.
W 1976 roku przeniósł się do BKS Stal Bielsko-Biała, a później do Błękitnych Kielce w 1978. Karierę zakończył w klubie Grunwald Halemba.
Zmarł w 1985 roku w RFN.